# IC50

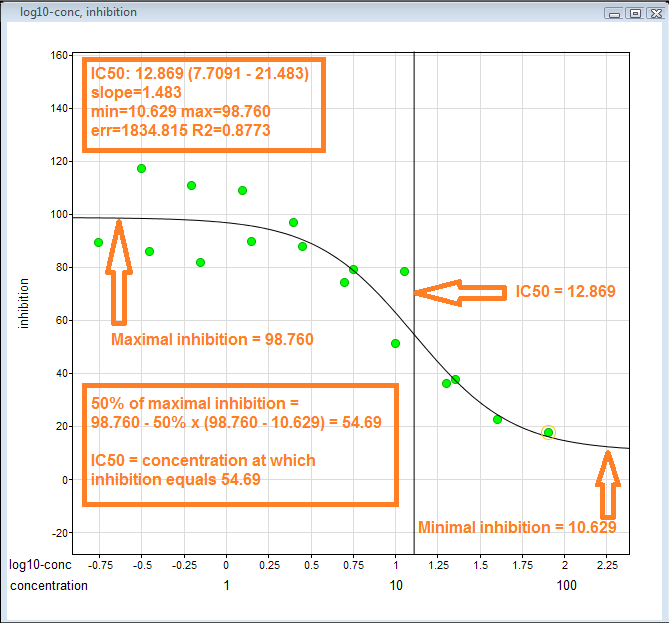
Visuell demonstration av hur man härleder IC50-värde: Ordna data med inhibering på vertikal axel och log(koncentration) på horisontell axel; identifiera sedan max och min hämning; då är IC50 den koncentration vid vilken kurvan passerar genom 50 % hämningsnivån.

Den halva maximala hämmande koncentrationen (IC50-värde), hejdande koncentration eller styrkegrad. är ett mått på en substans förmåga att hämma en specifik biologisk eller biokemisk funktion. IC50 är ett kvantitativt mått som indikerar hur mycket av en viss hämmande substans (t.ex. läkemedel) som behövs för att in vitro hämma en specifik biologisk process eller biologisk komponent med 50%. Den biologiska komponenten kan exempelvis vara ett enzym, en cell, en cellreceptor eller en mikroorganism.